# Ganggrab auf dem Ladenesch
Beim Ganggrab auf dem Ladenesch, auch Evenkamp genannt, handelt sich um ein neolithisches Ganggrab mit der Sprockhoff-Nr. 973. Es entstand zwischen 3500 und 2800 v. Chr. und ist eine Megalithanlage der Trichterbecherkultur (TBK). Das Ganggrab ist eine Bauform jungsteinzeitlicher Megalithanlagen, die aus einer Kammer und einem baulich abgesetzten, lateralen Gang besteht. Diese Form ist primär in Dänemark, Deutschland, den Niederlanden und Skandinavien sowie vereinzelt in Frankreich zu finden.

## Lage
Das Großsteingrab liegt 400 m östlich der St. Johannes-Kirche des Weilers Evenkamp südlich der B 213 (E 233) an einem Feldweg im Landkreis Cloppenburg in Niedersachsen.

## Beschreibung
Die Anlage ist Nordwest-Südost orientiert und besteht aus den Resten einer ovalen Einfassung. Von den Einfassungssteinen liegen einige in situ zum größeren Teil fehlen sie. Die in den Boden eingetiefte doppeltrapezförmige Kammer von etwa 15 Meter Länge und in der Mitte 1,8 Meter Breite verjüngt sich zu beiden Enden hin auf 1,4 Meter. Von den ehemals 23 Tragsteinen fehlen drei. Von den ehemals 10 Decksteinen sind einer und die Bruchstücke von einem oder zwei weiteren erhalten. Der etwas außermittig auf der Südseite gelegene Zugang ist mit vier Tragsteinen, von denen die beiden äußeren bereits Teil der Hügeleinfassung sind, erhalten.